# Francesco Anca
Pour les articles homonymes, voir Anca.
Le baron Francesco Anca de Mangalaviti (né en janvier 1803 à Palerme et mort le 8 février 1887 dans la même ville) est un paléontologue et homme politique italien.

## Biographie
Il a été député du royaume d'Italie durant la VIIIe législature et la XIe législature.